# 태풍 빌리 (1970년)
1970년 제11호 태풍 빌리 (BILLIE)는 1970년에 한반도 서해안(황해도)에 상륙하면서 대한민국 전역에 영향을 주었던 태풍이다. 태풍이 서해상을 따라 북상하는 동안 대한민국 전역이 태풍의 위험 반원에 들어갔기 때문에 약화된 세력에도 불구하고 곳곳에서 강풍과 호우가 유발되었다. 특히 태풍 빌리의 세력 약화가 비교적 덜했던 때 직접적인 영향을 받았던 제주도 및 서남해안 지역의 경우 태풍의 영향력이 상당했던 만큼 많은 피해가 발생했다. 전국에서 집계된 사망·실종자는 30여명이었다.

## 주요 관측값

### 최저해면기압
- 서귀포 975.5hPa
- 제주 975.5hPa
- 목포 985.7hPa
- 광주 989.8hPa
- 포항 990.6hPa[2]

### 최대풍속
- 목포 26.5m/s
- 서귀포 26.0m/s
- 제주 22.6m/s
- 대전 20.0m/s
- 여수 18.3m/s
- 통영 16.7m/s
- 인천 16.7m/s

### 최대순간풍속
- 서귀포 40.2m/s
- 제주 35.1m/s
- 목포 32.5m/s
- 여수 30.0m/s
- 광주 30.0m/s
- 인천 27.4m/s
- 대전 27.1m/s

### 일최다강수량
- 제주 184.9mm
- 서귀포 130.6mm
- 여수 103.7mm
- 목포 80.9mm
- 부산 73.7mm

### 총 강수량 (8월 29~31일)
- 제주 200.0mm
- 서귀포 144.6mm
- 부산 124.0mm
- 여수 111.7mm
- 목포 94.0mm

## 비고
1970년에는 한반도에 태풍 11호 외에도 태풍 제2호 (OLGA), 제4호 (RUBY), 제9호 (WILDA) 등에 의한 영향도 받았다.